# Nidoran♀
Nidoran♀ (Japans: ニドラン♀) is een Pokémon van het type Gif geïntroduceerd in de 1e generatie van de Pokémon-spellen. De soort heeft heeft een lichtblauwe kleur, een kleine hoorn en grote oren en snijtanden. Nidoran♀ is te vinden in onder andere de Kanto, Johto, Hoenn en Kalos regio's.
Net als de meeste Pokémon leert Nidoran♀ via level-up verschillende aanvallen, bijvoorbeeld Growl, Poison Sting, Double Kick, Bite en Toxic Spikes, variërend per spel. Ook leert Nidoran♀ veel verschillende TM- (Technische Machine) aanvallen. De soort is klein en houd over het algemeen niet van vechten, maar kan als het nodig is zichzelf verdedigen met een gevaarlijk gif uit de hoorn.
Nidoran♀ evolueert vanaf level 16 naar Nidorina, die weer evolueert met een maansteen naar Nidoqueen.
Nidoran♂ is de mannelijke versie van Nidoran♀. Nidoran♀ heeft hogere verdedigingsstatistieken, terwijl Nidoran♂ hogere aanvalsstatistieken heeft. De twee Nidorans hebben verschillende-Pokédex nummers, maar worden wel als dezelfde soort gezien. Dit komt omdat in de eerste generatie van de Pokémon-spellen, toen Nidoran geïntroduceerd werd, er nog geen vormen of zichtbare geslachten voor Pokémon in het spel zaten, dus staan de Nidorans als twee verschillende Pokémon in de Pokédex.